# Ulebergshamn
Ulebergshamn är en bebyggelse i Tossene socken i Sotenäs kommun belägen vid kusten norr om Hunnebostrand. SCB avgränsade före 2015 för denna bebyggelsen och dess grannort i norr, Strandhamn, en småort namnsatt till Ulebergshamn och Strandhamn. Sedan 2015 räknas området som en del av tätorten Hunnebostrand.

## Historia
Ulebergshamn ingick efter kommunreformen 1862 i Tossene landskommun. I denna inrättades för orten 29 oktober 1926 Ulebergshamns municipalsamhälle som upplöstes 31 december 1959. Orten ingår sedan 1974 i Sotenäs kommun.
1897 byggdes ortens första badhus och på 1920-talet byggdes ytterligare ett varmbadhus.